# Dharmapuri (district)
Dharmapuri is een district van de Indiase staat Tamil Nadu. In 2001 telde het district 2.833.252 inwoners op een oppervlakte van 9622 km². Het noordelijke gedeelte splitste zich in 2004 echter af en vormt sindsdien het district Krishnagiri.
Het district Dharmapuri ontstond in 1966, toen het zich afsplitste van het district Salem.
Hoofdstad: Chennai
Districten: Ariyalur · Chengalpattu · Chennai · Coimbatore · Cuddalore · Dharmapuri · Dindigul · Erode · Kallakurichi · Kanchipuram · Kanyakumari · Karur · Krishnagiri · Madurai · Mayiladuthurai · Nagapattinam · Namakkal · Nilgiris · Perambalur · Pudukkottai · Ramanathapuram · Ranipet · Salem · Sivaganga · Tenkasi · Thanjavur · Theni · Thoothukudi · Tiruchirappalli · Tirunelveli · Tirupattur · Tirupur · Tiruvallur · Tiruvannamalai · Tiruvarur · Vellore · Viluppuram · Virudhunagar